# Bernabé Fernández
Bernabé Fernández (Madrid, 22 de abril de 1981) es un actor español.

## Biografía
Actor español, de Rivas-Vaciamadrid, que se formó en el estudio de Juan Carlos Corazza (1997-2000) y en La Guindalera a cargo de Juan Pastor (2001-2003). Además ha estudiado con varios profesores en diversas disciplinas, como Marcelo Savignone o Chelo García entre otros. Comenzó a los quince años con varias obras de teatro aficionadas como Las mujeres sabias de Moliére y Las bacantes de Eurípides, hasta que debutó en televisión con varios episodios de la mítica serie de Emilio Aragón Médico de familia (1997-1998) donde interpretó a Juan (el chico friki enamorado de María (Isabel Aboy), la hija de la familia Martín), y desde entonces ha participado en varias series de televisión, montajes teatrales, cortometrajes, videoclips y largometrajes.
Es conocido principalmente por sus trabajos en las series El barco (producción que comenzó en 2010 y finalizó en 2013 en Antena 3), donde interpreta a Andrés Palomares, el popular cura del barco, Aída (2009-2010) en la que dio vida a ‘Marcial’, el novillero de Esperanza Sur, y Al salir de clase, en la que interpretó el papel de Rubén entre los años 2000 y 2001. Otras series donde ha intervenido son: Compañeros (1999), ¡Ala... Dina! (2000), El comisario donde trabajó en varios capítulos (2000, 2001, 2004 y 2008) y Hospital Central (2000 y 2004).
En 2006 fue a estudiar interpretación a Argentina y allí fichó para la serie Alma pirata con la productora Cris Morena, donde interpretó a ‘Iñaqui‘, el director del periódico en el que se desarrollaba la trama de la serie y hermano de Marilyn (interpretado por Elsa Pinilla, con la que ya había coincidido en Al salir de clase). También ha trabajado en Cuenta atrás (2007), La tira (2008) y La chica de ayer (2009). En 2009 participó en la segunda temporada de Cosas de la vida (2009), serie de Disney Channel y en Las chicas de oro (2010) con el personaje de Toño, el nieto de ‘Blanca‘ (Lola Herrera).
Se sumó al reparto de la séptima temporada de El internado (2010), serie en la que dio vida al ‘soldado Torres’. Su cara también apareció en la ficción de Cuatro de Punta Escarlata en la que interpretó a ‘Fer’, hermano de la desaparecida Raquel (Macarena García de la Camacha), con la que también coincide en La española inglesa en 2015, donde es el Conde Arnesto, que luchará por conseguir el amor de Isabel a pesar de estar prometida con Ricardo (Carles Fracino), quien tiene el favor de la reina (Lola Herrera).
En cine ha participado en Aunque tú no lo sepas (2000) de Juan Vicente Córdoba, No habrá paz para los malvados (2010) de Enrique Urbizu, Invasor (2012) de Daniel Calparsoro, donde interpreta a Nacho Varas. En 2016 estrenó la cinta Madrid. Above the moon de Miguel Santesmases.
En teatro ha intervenido en muchos montajes. A destacar: Noche de guerra en el Museo del Prado (2003) de Rafael Alberti, dirigida por Ricard Salvat, Mariana Pineda de Federico García Lorca, Tres sombreros de copa de Miguel Mihura, La Celestina de Fernando de Rojas (estas tres dirigidas por Manuel Cercedo en el año 2008) , protagonizó El enemigo de la clase (2007-2009) de Nigel Williams y dirigida por Marta Angelat, obra con la que giró durante dos años por los principales teatros y festivales de España, y en 2012 estrena Romeo, una "versión montesca de la tragedia de Verona" siendo Benvolio, con la que estuvo de gira por todo España hasta diciembre de 2013.
Durante 2013 y 2014 estuvo en Amar es para siempre, serie de éxito que actualmente se emite en la sobremesa de Antena 3 y en la que interpretó a Samuel, el profesor del barrio donde se desarrollaba la trama de la serie. En 2014 participa en la serie El Ministerio del Tiempo, de TVE1, interpretando a un soldado que tras enfrentarse en Lisboa con Lope de Vega (Víctor Clavijo) perderá la vida en la Armada invencible. En 2016 formó parte del elenco de Temporada baja, serie escrita y dirigida por Abel Zamora y emitida en Flooxer, que cuenta las historias desarrolladas en las habitaciones de un hotel. Ese mismo año, en Águila roja dio vida al arrogante espadachín y maestro de armas del rey que, tras amenazar a Alonso y humillar a Anaís, desafía a Gonzalo (David Janer) y se bate en duelo contra él ante toda la corte.
Durante el verano de 2017 fue el gran villano de la serie policiaca de TVE Servir y proteger. Juan Abascal, un sujeto muy violento que bien podría sufrir trastorno antisocial de la personalidad, lleva largo tiempo tramando un elaborado plan contra Claudia Miralles Luisa Martín, quien le impidió formar parte del cuerpo de policía. Mientras aparenta ser un ciudadano más del barrio, siendo guardia de seguridad de Transportes Quintero y amigo de Jairo (Emilio Palacios) tendrá a toda la comisaría en su busca y captura tras asesinar a Osorio (Paco Marín), violar a Lola (Elisa Mouliaá) y secuestrar a Olga (Denisse Peña).
En 2017 comienza la gira de Obra de dios, junto a Mariano Peña y Chema Rodríguez, una obra de teatro dirigida por Tamzin Towsend que recorrió todo el país hasta diciembre de 2018. Protagonizó el videoclip de la canción Goodbye belongs to you del cantante estadounidense Matt Hartke y el videoclip de la canción Maldición del grupo de rock Contrabanda.
En 2018 se incorpora al reparto de "Centro Médico", serie de TVE, interpretando a Iker, marido de la doctora Reina (María Cotiello) hasta el final de la serie en 2019. En este año se incorpora al reparto de "Las chicas del cable", serie de "Netflix" en la que interpreta a Adolfo Valor, guardaespaldas de Gregorio(Juan Carlos Vellido) y principal sospechoso de su asesinato. En el mismo año participa en la serie italiana "Gli orologi del diabolo", emitida en "Tele5"drante el verano de 2020
En 2020 entra a formar parte de la Compañía Nacional de Teatro Clásico ,  estrenando "El vergonzoso en Palacio" de (Tirso de Molina) producción teatral  dirigida por (Natalia Menéndez) y primera producción de la temporada en el "Teatro de la Comedia" a cargo de (Lluís Homar), en la cual es el Conde Don Duarte de Estremoz.
En 2021 protagoniza el videoclip de la canción La mujer cactus y el hombre globo de Rayden con Mina El Hammani y el cortometraje At Last de Jose Vega,  que aborda la temática de la violencia de género, en el que interpreta al marido Dafne Fernández. También Ellie de Fernando Bonelli, por el que es nominado al mejor actor en el festival Premios Pávez de Talavera de la reina
En 2022 y 2023 forma parte del elenco de Élite, serie de Netflixcomo Mateo, el psicoterapeuta de Omar. También en ese año interpretó el papel protagonista de Perder, cortometraje dirigido por Ruben Guindo sobre la adicción infantil a los dispositivos móviles.
En 2023 se estrena la temporada 6 de Élite encarnando a Mateo, el psicoterapeuta deOmar Ayusoy la película Todos los nombres de Diosen la que también participa. 
En 2024 protagoniza Una cuestión de formas en el Teatro Infanta Isabel y Teatro Larainterpretando a Adam, que inicia una intensa relación amorosa junto a Evelyn Esther Aceboy revoluciona su convencional mundo.   Este mismo año estrena Yo, adicto , serie deDisney +dirigida y escrita por Javier Giner basada en la novela homónima del mismo, en la que dará vida a Sergi, el amigo inseparable d Javier. También se estrenan durante este año Galgos de Movistar plus y Una vida menos en Canarias, de Atres media con participaciones suyas.

En 2025 participa en la película Mikaela de Daniel Calparsorocomo el Teniente Lozano, uno de los dos guardias civiles que persiguen a los criminales durante la trama principal de este thriller de acción. También participa en Atasco , de Prime video como el policía que lleva a las reclusas Silvia Abril y Pepa Rus, y en la serie de DisneyPlus Ladrones. La tiara de Santa Águeda como G, el hermano del protagonista Alex González

## Filmografía

### Cine

#### Largometrajes
- Aunque tú no lo sepas (2000), de Juan Vicente Córdoba.
- No habrá paz para los malvados (2011), de Enrique Urbizu.
- Invasor (2012), de Daniel Calparsoro.
- Madrid. Above the moon, de Miguel Santesmases.
- La española inglesa (2015), de Marco Castillo.
- Loca Olivia (2015), de Mariu Bárcena.
- Todos los nombres de Dios (2023), de Daniel Calparsoro.
- Mikaela (2024), de Daniel Calparsoro.

#### Cortometrajes
- Pulgarcito ya no sueña con ser Gulliver (1999)
- La energía te acompaña, de Miguel Mesas y Guillermo Molini.
- Sangre fría, de Alfonso García y David Hinarejos.
- Leche, de Alfredo Martín.
- En este banco, de Manuel Menchón.
- El tercer hombre, de Jesús Olmedo.
- Tempus fugit, de Carlos Fernández.
- Interludio, de Carolina Musto.
- En primera persona del plural, de Claudia Lorenzo.
- Cíclope, de Toño González.
- La noche de todos los santos, de Gustavo Vallecas.
- El método, de Néstor Medina.
- At last (2021), de Jose Vega.
- Ellie (2022), de Fernando Bonelli.
- Perder (2022), de Rubén Guindo.

### Televisión
| Año         | Serie                              | Canal          | Personaje               | Notas         |
| ----------- | ---------------------------------- | -------------- | ----------------------- | ------------- |
| 1997        | Querido maestro                    | Telecinco      | Chico Intercambio       | 1 episodio    |
| 1998 - 1999 | Médico de familia                  | Telecinco      | Juan Fábregas           | 5 episodios   |
| 1999        | Compañeros                         | Antena 3       | Víctor                  | 1 episodio    |
| 2000        | ¡Ala...Dina!                       | La 1           | Amigo de Chemita        | 1 episodio    |
| 2000 - 2001 | Al salir de clase                  | Telecinco      | Rubén García            | 171 episodios |
| 2000 - 2004 | Hospital Central                   | Telecinco      | Lolo / Marcos           | 2 episodios   |
| 2000 - 2008 | El comisario                       | Telecinco      | Varios personajes       | 4 episodios   |
| 2006        | Alma pirata                        | Telefe         | Iñaki Castellano        | 35 episodios  |
| 2007        | Cuenta atrás                       | Cuatro         | El Rizos                | 1 episodio    |
| 2008 - 2010 | Cosas de la vida                   | Disney Channel | Gym                     | 14 episodios  |
| 2009        | La chica de ayer                   | Antena 3       | Santiago Guevara        | 1 episodio    |
| 2010        | Aída                               | Telecinco      | Marcial                 | 5 episodios   |
| 2010        | Las chicas de oro                  | La 1           | Toño                    | 1 episodio    |
| 2010        | El Internado                       | Antena 3       | Soldado Torres          | 4 episodios   |
| 2011        | Punta Escarlata                    | Telecinco      | Fer                     | 2 episodios   |
| 2011 - 2013 | El barco                           | Antena 3       | Andrés Palomares        | 43 episodios  |
| 2013        | Libres                             | YouTube        | Martin                  | 1 episodio    |
| 2013 - 2014 | Amar es para siempre               | Antena 3       | Samuel Esteban          | 126 episodios |
| 2015        | El ministerio del tiempo           | La 1           | Soldado del San Esteban | 1 episodio    |
| 2015        | La española inglesa                | La 1           | Arnesto                 | Telefilme     |
| 2016        | Temporada baja                     | Flooxer        | Javi                    | 1 episodio    |
| 2016        | Águila roja                        | La 1           | Espadachín              | 1 episodio    |
| 2017        | Servir y proteger                  | La 1           | Juan Abascal            | 17 episodios  |
| 2018 - 2019 | Centro médico                      | La 1           | Iker                    | 10 episodios  |
| 2019        | La que se avecina                  | Telecinco      | Atracador joyería       | 1 episodio    |
| 2019        | Las chicas del cable               | Netflix        | Adolfo Valor            | 3 episodios   |
| 2019        | Señoras del (h)AMPA                | Telecinco      | Jordi                   | 1 episodio    |
| 2019        | Gli orologi del diabolo            | Cuatro         | Rafael Vizcaíno         | 3 episodios   |
| 2023        | Élite                              | Netflix        | Mateo                   | 2 episodios   |
| 2024        | Galgos                             | Movistar Plus+ | Pedro Cerezo            | 3 episodios   |
| 2024        | Una vida menos en Canarias         | Atresplayer    | Sergio Ortega           | 1 episodio    |
| 2024        | Yo, adicto                         | Disney+        | Sergi                   | 5 episodios   |
| 2025        | Atasco                             | Prime Video    | Policía                 | 1 episodio    |
| 2025        | Ladrones. La tiara de Santa Águeda | Disney+        | G                       | 1 episodio    |

### Teatro
- Las mujeres sabias (1998), de Carmen Posadas. Fauna artística.
- Noche de guerra en el Museo del Prado (2003), dirigida por Ricard Salvat.
- El enemigo de la clase (2007-2009), dirigida por Marta Angelat.
- Tres sombreros de copa (2008), dirigida por Manuel Cercedo
- La Celestina (2008), dirigida por Manuel Cercedo.
- Mariana Pineda (2008), dirigida por Manuel Cercedo.
- Te elegiría otra vez (2015), dirigida por Sara Escudero.
- De pícaros (2015), dirigida por Jesús Torres.
- Romeo (2012-2014), dirigida por Álvaro Lavín.
- Obra de dios (2017-2018), dirigida por Tamzin Towsend.
- El vergonzoso en Palacio (2020), dirigida por Natalia Menéndez.
- Una cuestión de formas (2024), dirigida por Andrés Rus.